# European Robotic Arm

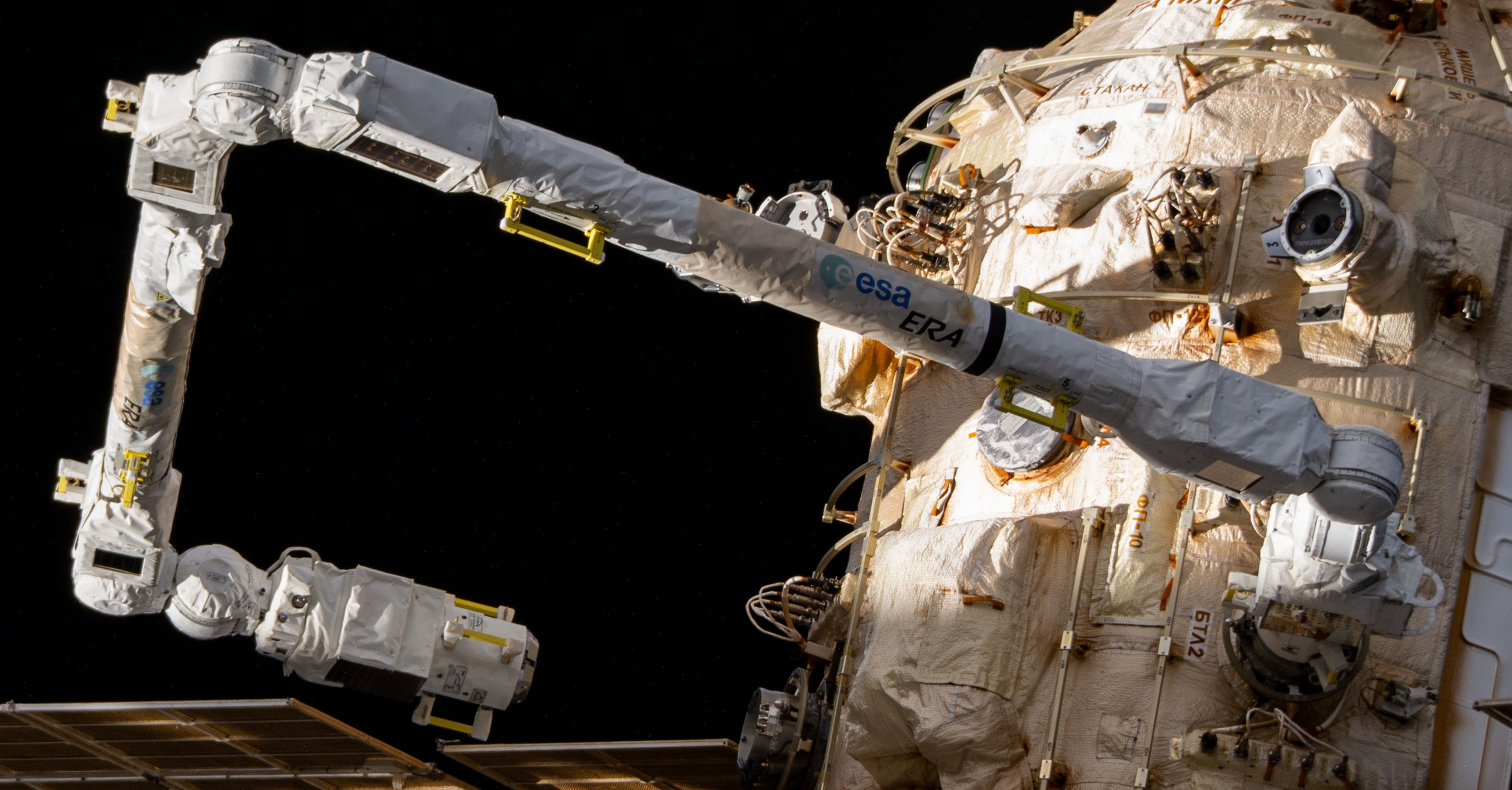

A European Robotic Arm (ERA) a Nemzetközi Űrállomás orosz részlegére kapcsolt európai robotkar.

## Tulajdonságai
Bár az űrállomáson van robotkar, a Canadarm2, de ez nem alkalmazható az orosz részlegen súlya miatt. Az európai robotkar kisebb és kevésbé masszív, mint a Canadarm2.

## Feladata
- Külső tárgyak mozgatása
- Űrséta alatt az űrhajósok segítése
- Az állomás vizsgálata
- A napelemek cseréje
- A modulok mozgatása, üzembehelyezése